# جینکس مونسون
جینکس مونسون (به انگلیسی: Jinkx Monsoon) (زاده ۱۸ سپتامبر ۱۹۸۷) زن‌پوش، بازیگر، خواننده آمریکایی است.